# Takeshi Goda
Takeshi Goda (剛田 武・Gouda Takeshi) ("Gigante" en España) (Big G en Estados Unidos)  es un personaje principal de la serie televisiva Doraemon, es un chico de 10 a 12 años nacido en Japón (Tokio) . Proviene de una familia de clase baja y sus padres son Sasuke Goda y Señora Goda. Los dobladores de Takeshi en la serie fueron Kaneta Kimotsuki en 1973, Kazuya Tatekabe de 1976 a 2005 y finalmente Subaru Kimura a partir de 2006.

## Historia

### Cuando era niño
Takeshi Goda nació el 15 de junio de 1997 según el anime del 2005. Es un niño de 10 a 12 años. Proviene de una familia de clase baja. Sus padres son Sasuke Goda y Señora Goda. Esta última es la dueña de la tienda donde trabajan ella y Takeshi como su ayudante.

## Apariencia
Es un chico robusto alto y de piel un poco oscura. Su vestimenta consta de una camiseta naranja con una raya que puede ser amarilla o marrón, o bien con una gran G de Gigante en el pecho, con pantalones de color oscuro y zapatos celestes o grises.

## Personalidad
Takeshi Goda es conocido por su exceso de confianza por ser matón, egoísta, grosero, malhumorado, violento, repulsivo, mandón, antipático, pendenciero y amenazante. Lo llaman "Gigante" al ser el niño más grande, alto y fuerte del barrio, su pasatiempo favorito es robar cómics, videojuegos, galletas y helados a los demás niños, en especial a sus amigos Nobita y Suneo. Ellos dos y la mayoría de los niños del barrio le temen mucho. Su sueño es ser cantante, pero canta muy mal y obliga a los demás a escucharlos cantar porque si no les amenaza con pegar.
En situaciones de peligro se muestra valiente y resolutivo. Pese a su personalidad abusiva no duda en ayudar a quien está en peligro sin tener en cuenta su seguridad. Ayudó a Nobita ante unos abusones mayores recibiendo una paliza en el episodio "Qué tiene de bueno Gigante" donde se muestra la faceta de Takeshi como el protector de sus amigos.

## Familia y amigos

### Familia
- Señora Goda: es la madre de Takeshi.
- Sasuke Goda (o Señor Goda): es el padre de Takeshi.
- Jaiko Goda: es la hermana menor de Takeshi.

### Amigos
- Suneo Honekawa
- Nobita Nobi
- Shizuka Minamoto
- Hidetoshi Dekisugi
- Doraemon